# Републикански път III-7003
Републикански път IIІ-7003 е третокласен път, част от Републиканската пътна мрежа на България, преминаващ изцяло по територията на Шуменска област. Дължината му е 48,7 km.
Пътят се отклонява наляво при 66,4 km на Републикански път I-7 в северната част на село Пристое и се насочва на юг през източната част на Лудогорското плато. Преминава последователно през град Каолиново и селата Лятно и Долина, като при последното преодолява билото на платото и се спуска в дълбоката долина на Крива река (ляв приток на Провадийска река) в близост до село Лиси връх. След като пресече реката пътят пресича източната част на платото Стана, минава през село Войвода и при село Избул слиза от платото и навлиза в Плисковското поле. Тук завива на югозапад, минава през селата Върбяне и Златна нива, пресича Провадийска река, навлиза в Шуменското поле, минава през село Царев брод и югозападно от квартал „Макак“ на град Шумен отново се свързва с Републикански път I-7 при неговия 115,8 km и Републикански път I-2 при неговия 115,2 km.
| Пътища, отклоняващи се надясно (населено място, № на пътя, посока на пътя)          | km   | Пътища, отклоняващи се наляво (посока на пътя, № на пътя, населено място)    |
| ----------------------------------------------------------------------------------- | ---- | ---------------------------------------------------------------------------- |
| Община Каолиново, I-7, 66,4 km, с. Пристое ←                                        | 0,0  | ← с. Пристое, 66,4 km, I-7, Община Каолиново                                 |
| (от с. Изгрев), III-7005, 11,4 km, гр. Каолиново →                                  | 4,8  | → гр. Каолиново, 11,4 km, III-7005 (до с. Тодор Икономово)                   |
| (за с. Сини вир) общински път, с. Лятно ←                                           | 13,2 | с. Лятно                                                                     |
| с. Долина                                                                           | 14,8 | с. Долина                                                                    |
| Община Нови пазар, (за с. Лиси връх) общински път ←                                 | 19,3 | → общински път (за с. Крива река), Община Нови пазар                         |
| с. Войвода                                                                          | 24,9 | → с. Войвода, общински път (за 45,8 km на III-701)                           |
| (за с. Правенци) общински път, с. Избул ←                                           | 28   | с. Избул                                                                     |
| Община Каспичан                                                                     | 30,1 | Община Каспичан                                                              |
| (за с. Правенци) общински път, с. Върбяне ←                                         | 33,1 | → с. Върбяне, общински път (за гр. Плиска)                                   |
| с. Златна нива                                                                      | 35,8 | ← с. Златна нива, 10,2 km, III-2007 (от гр. Каспичан)                        |
| Община Шумен                                                                        | 39,6 | Община Шумен                                                                 |
| (за с. Велино) общински път, с. Царев брод ←                                        | 43   | → с. Царев брод, общински път (за кв. „Мътница“ на гр. Шумен)                |
| (за с. Коньовец) общински път ←                                                     | 46,2 |                                                                              |
| (от ГКПП Дунав мост), I-2, 115,2 km → (от ГКПП Силистра - Калараш), I-7, 115,8 km → | 48,7 | → 115,2 km, I-2 (до гр. Варна) → 115,8 km, I-7 (до ГКПП Лесово - Хамзабейли) |

Забележка